# Canon TS-E 45mm f/2.8
El Canon TS-E 45mm f/2.8 és un objectiu fix normal i descentrable amb muntura Canon EF.
Aquest, va ser anunciat per Canon l'abril de 1991, amb un preu de venta suggerit de 163.000¥.
Aquest objectiu s'utilitza sobretot per fotografia de producte, paisatge i arquitectura.
Amb aquest objectiu es pot aconseguir l'efecte de maqueta, en el qual els paisatges semblen reproduccions en miniatura. Aquest efecte s'obté gràcies al basculament de la lent respecte al sensor i usant una mínima profunditat de camp.

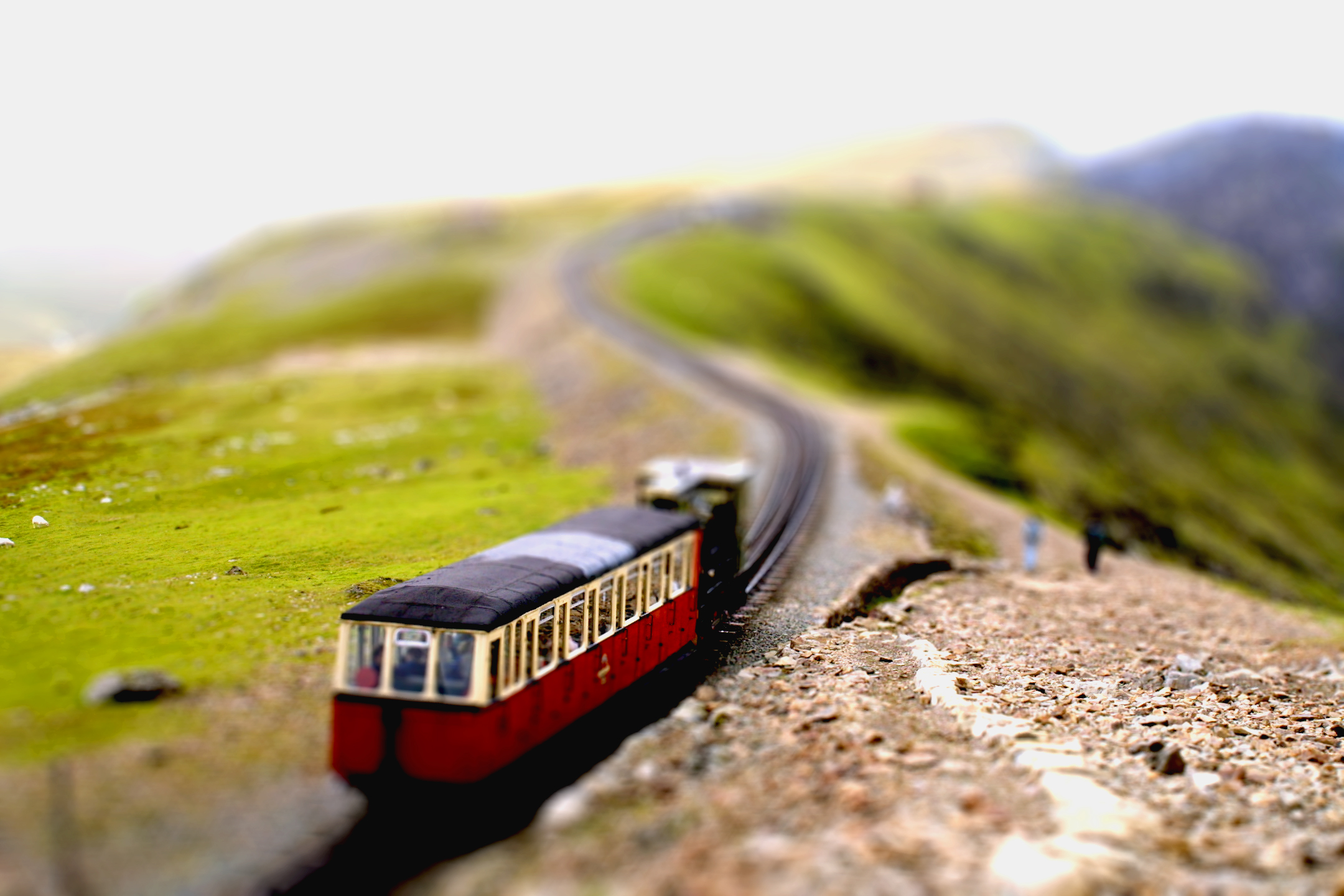
Paisatge fotografiat amb un objectiu descentrable, aconseguint així l'efecte de maqueta

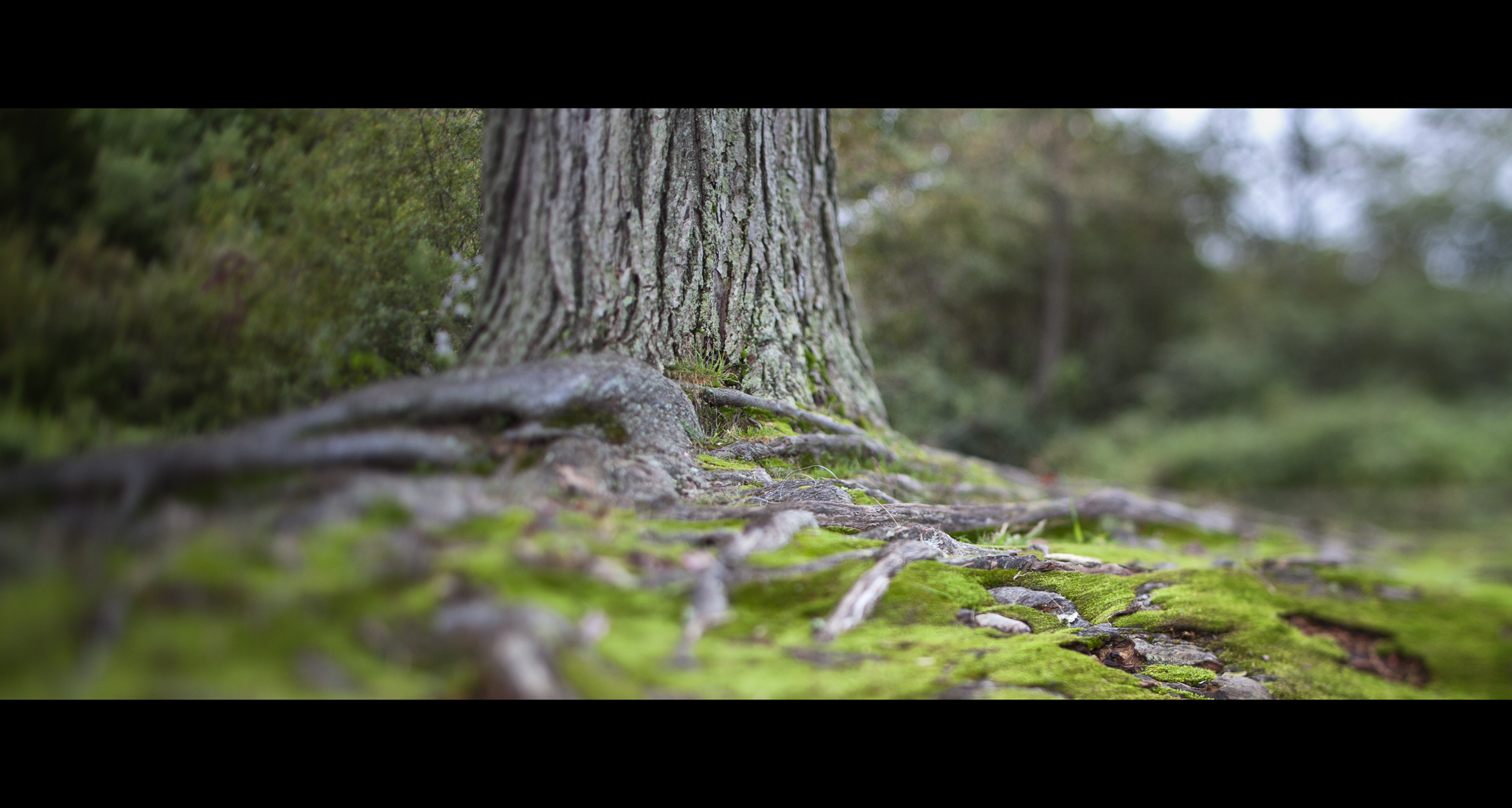
Arbre fotografiat amb el Canon TS-E 45mm f/2.8

## Característiques
Les seves característiques més destacades són:
- Distància focal: 45mm
- Obertura: f/2.8 - 22
- Enfocament manual
- Distància mínima d'enfocament: 40cm
- Rosca de 72mm
- Distorsió òptica de -1,15% (tipus barril)[5]
- La millor qualitat optica la dona entre f/5.6 i f/8[5]

## Construcció
- Esta construit amb una combinació de plàstic i metall.[5]
- El diafragma consta de 8 fulles, i les 10 lents de l'objectiu estan distribuïdes en 9 grups.[4]
- El mecanisme TS es pot bloquejar en una posició mitjançant dos anelles. Aquestes, es poden ajustar amb un rang de moviment de fins a +/- 8º d'inclinació.[2]

## Accessoris compatibles[6]
- Tapa E-72 II
- Parasol EW-79B II
- Filtres de 72mm
- Tapa posterior E
- Tub d'extensió EF 12 II
- Tub d'extensió EF 25 II

## Objectius similars amb muntura EF
- Hartblei Superrotator 40mm f/4 IF TS[7]
- Schneider PC-TS Super-Angulon 50mm f/2.8 HM[8]